# Dombai-Ulgen
Der Dombai-Ulgen (georgisch დომბაიულგენი Dombaiulgeni, russisch Домбай-Ульген) ist mit 4046 m Gipfelhöhe der westlichste Viertausender des Großen Kaukasus und zugleich der einzige, der westlich des Elbrus-Massivs liegt. Der Gipfel ist Teil der Hauptwasserscheide und damit ein Grenzpunkt zwischen der russischen Republik Karatschai-Tscherkessien im Norden, Westen und Osten sowie der georgischen Autonomen Republik Abchasien im Süden. Der Name des Berges stammt aus dem Karatschaischen und bedeutet dort so viel wie „erlegter Wisent“.
Der Dombai-Ulgen ist der höchste Berg im Quellgebiet des Kuban-Nebenflusses Teberda. Er wird zur Kluchor-Maruch-Gruppe gezählt. In seinem Gipfel treffen sich drei Gebirgsgrate aus Norden, Südosten und Südwesten, die entsprechend drei Hochtäler umschließen. Nach Nordwesten ist es das Tal des Dombai-Ulgen, der sich bei dem knapp zehn Kilometer vom Gipfel entfernten und auf 1650 m Höhe gelegenen Wintersportort Dombai mit anderen Flüssen zum Amanaus vereinigt. Nach Nordosten liegt ein Seitental des Gonatschchir. An dessen Zusammenfluss mit dem Amanaus beginnt der Lauf der Teberda. Nach Süden öffnet sich ein Seitental des Kodori-Nebenflusses Tschchalta zur Schwarzmeerküste.
Die russische Seite des Berges ist Teil des Teberda-Naturreservats, in dem eine kleine Population des teilweise auf den ausgestorbenen Bergwisent zurückgehenden Flachland-Kaukasus-Wisents lebt.
Die Erstbesteigung gelang den deutschen Alpinisten Oscar Schuster und Walter Fischer am 27. Juli 1914. Beide wurden dann vom Ausbruch des Ersten Weltkriegs überrascht und als feindliche Ausländer in Suchumi verhaftet. Schuster starb 1917 in der russischen Internierung und Fischer kam erst nach Kriegsende 1918 zurück nach Deutschland.